# Benton (Tennessee)
Benton é uma cidade  localizada no estado norte-americano de Tennessee, no Condado de Polk.

## Demografia
Segundo o censo norte-americano de 2000, a sua população era de 1138 habitantes. 
Em 2006, foi estimada uma população de 1087, um decréscimo de 51 (-4.5%).

## Geografia
De acordo com o United States Census Bureau tem uma área de 
5,9 km², dos quais 5,9 km² cobertos por terra e 0,0 km² cobertos por água. Benton localiza-se a aproximadamente 232 m acima do nível do mar.

## Localidades na vizinhança
O diagrama seguinte representa as localidades num raio de 24 km ao redor de Benton. 